# تریسی چو
تریسی چو (انگلیسی: Tracy Chu؛ زادهٔ ۲۸ ژوئن ۱۹۸۸) بازیگر، و بازیگر سینما اهل هنگ کنگ است. وی از سال ۲۰۱۲ میلادی تاکنون مشغول فعالیت بوده است.
از فیلم‌ها یا برنامه‌های تلویزیونی که وی در آن نقش داشته است می‌توان به هلیوس اشاره کرد.